# 김훈광
김훈광(金焄光, 1971년 11월 5일 ~ )은 대한민국의 영화 촬영감독이자 연출가이며 사진가이다.

## 개요
대학에서영화를 전공했다. 사진을 하면서 먼저 영화계에 진출했던 선배들의 권유와 영화와 사진을 함께 할 수 있다는 점에 매력을 느끼고 영화 《게임의 법칙》으로 영화계에 입문했다. 이후  1996년 영화 《진짜 사나이》의 스틸작가로 활동하다 촬영으로 전환했다. 영화 S다이어리의 촬영감독으로 시작해 현재 다양한 영화의 촬영감독으로 활동중이며 대학에서 학생들에게 영화를 가르치고 있다.

## 영화 작품

### 촬영
- 2004년 《S 다이어리》
- 2006년 《어느날 갑자기 첫 번째 이야기 - 2월 29일》
- 2006년 《어느날 갑자기 두 번째 이야기 - 네 번째 층》
- 2006년 《어느날 갑자기 세 번째 이야기 - D-day》
- 2006년 《어느날 갑자기 네 번째 이야기 - 죽음의 숲》
- 2006년 《썬데이 서울》
- 2007년 《밤과 낮》
- 2008년 《동거, 동락》
- 2009년 《잘 알지도 못하면서》
- 2010년 《달빛 길어올리기》
- 2010년 《꿈은 이루어진다》
- 2015년 《치외법권》
- 2015년 《트릭》
- 2015년 《우주의 크리스마스》
- 2018년 《응장자2》
- 2021년 《팔로워》
- 2022년 《오드리》

### 스틸
- 1994년 《사랑하기 좋은날》 - 스틸보
- 1994년 《게임의 법칙》
- 1995년 《맨》
- 1995년 《무소의 뿔처럼 혼자서 가라》
- 1995년 《개 같은 날의 오후》
- 1996년 《진짜 사나이》
- 1996년 《코르셋》
- 1996년 《체인지》
- 1996년 《박봉곤 가출 사건》
- 1997년 《넘버 3》
- 1997년 《꽃을 든 남자》
- 1997년 《패자부활전》
- 1997년 《홀리데이 인 서울》
- 1997년 《올가미》
- 1998년 《정사》
- 1998년 《닥터 K》
- 1998년 《찜》
- 1998년 《투캅스 3》
- 1999년 《자귀모》
- 2000년 《가인》
- 2003년 《런 투유》